# Шикесте
Шикесте (азерб. Şikəstə) — один из образцов ашугского творчества; а также вокально-инструментальный ритмический мугам (зерби-мугам), который имеет лирический характер, и основан на ладе (макам) сегях. Музыкальный размер шикесте — 2/4. Считается, что шикесте изначально исполнялись ашугами, а затем со временем стали исполняться и со стороны ханенде.
Шикесте имеет такие виды как Карабахская шикесте, Кесме шикесте, Ширванская шикесте, Сарыторпаг шикесте и др.